# Wólka Kozłowska
Wólka Kozłowska – wieś w Polsce położona w województwie mazowieckim, w powiecie wołomińskim, w gminie Tłuszcz. Ma status sołectwa.
Prywatna wieś szlachecka położona była w drugiej połowie XVI wieku w powiecie kamienieckim ziemi nurskiej województwa mazowieckiego. W latach 1975–1998 miejscowość administracyjnie należała do województwa ostrołęckiego.
W 1858 roku urodził się tu Wacław Sieroszewski, pseudonim Wacław Sirko – pisarz, podróżnik, etnograf Syberii i działacz niepodległościowy.
Wierni Kościoła rzymskokatolickiego należą do parafii Błogosławionych Męczenników Podlaskich w Tłuszczu.